# Ponthieva inaudita
Ponthieva inaudita är en orkidéart som beskrevs av Heinrich Gustav Reichenbach. Ponthieva inaudita ingår i släktet Ponthieva och familjen orkidéer. Inga underarter finns listade i Catalogue of Life.